# Kasprov vrch
Kasprov vrch (pol. Kasprowy Wierch) je hora s nadmořskou výškou 1987 m v Západních Tatrách na hranici Slovenska a Polska.
Vrchol je díky lanovce snadno dostupný a patří tak k nejnavštěvovanějším v Tatrách. V budově lanovky v nadmořské výšce 1959 m se nachází kromě meteorologické stanice i bar a restaurace.

## Název
Název vrchu pochází podle pověsti od jména majitele lokality, horala Kaspera.

## Podnebí
Kasprov vrch má studené podnebí. V letech 2000–2013 byla:
- Průměrná teplota: přibližně 0 °C
- Maximální teplota: +22,2 °C (21/08/2000, 20/07/2007, 20/08/2012)
- Minimální teplota: −26,9 °C (13/12/2001)
- Srážky: přibližně 1700 mm
- Maximální sněhová pokrývka: 335 cm (21/03/2009)
- Nejchladnější měsíc: únor
- Nejteplejší měsíc: červenec, srpen[1]

V oblasti vrcholu se nacházejí botanicky významné lokality s endemickými rostlinami.

## Přístup
- Po  značce ze sedla pod Zákosmi nebo Suchého sedla v hlavním hřebeni
- Po  značce z Podbanského přes Tichou dolinu
- Po  značce z osady Kuźnice v jižní části Zakopaného
- Nesnadnější přístup je lanovkou z polské osady Kuźnice